# Freddy Bravo
Freddy Egiberto Bravo Menéndez (12 de abril de 1962) es un exfutbolista ecuatoriano que jugaba de centrocampista.

## Trayectoria
Se inició jugando en el Deportivo del Valle y después jugó para clubes como: Manta, Liga de Portoviejo y Filanbanco. 
En 1990 llegó al Barcelona, donde fue subcampeón de la Copa Libertadores y después de estar tres temporadas con aquel equipo se fue al Green Cross; después pasó a Liga de Quito dónde se retiró en 1999.

## Clubes
| Club                | País    | Año       |
| ------------------- | ------- | --------- |
| Deportivo del Valle | Ecuador | 1981-1982 |
| Manta               | Ecuador | 1982      |
| Deportivo del Valle | Ecuador | 1983      |
| Liga de Portoviejo  | Ecuador | 1983-1984 |
| Filanbanco          | Ecuador | 1984-1989 |
| Barcelona SC        | Ecuador | 1990-1993 |
| Green Cross         | Ecuador | 1994-1995 |
| Liga de Quito       | Ecuador | 1996-1997 |
| Liga de Portoviejo  | Ecuador | 1997      |
| Liga de Quito       | Ecuador | 1998      |
| Liga de Portoviejo  | Ecuador | 1998      |
| Liga de Quito       | Ecuador | 1999      |

## Palmarés

### Campeonatos nacionales
| Título                                   | Club              | País    | Año  |
| ---------------------------------------- | ----------------- | ------- | ---- |
| Sucampeón de la Liga Pro Serie B Ecuador | Liga de Portovieo | Ecuador | 2019 |
| Campeón de la liga Pro Serie A Ecuador   | Barcelona sc      | Ecuador | 1991 |